# Чаплович, Ян
Ян Чаплович (словац. Ján Čaplowič, венг. Csaplovics János, нем. Johann von Csaplovics); 22 сентября 1780 года, Австро-Венгрия Словакия — 29 мая 1847 года, Вена) — словацкий этнограф, юрист, славист, публицист. Путешествовал по славянским землям. В его трудах есть материалы по этнографии восточных славян..

## Биография
С декабря 1799 г. начал свою юридическую карьеру как чиновник Канцелярии. В 1804 г. стал вице-нотариусом. В 1805 г. получил диплом адвоката. Летом 1808 г. переехал в Вену. С сентября 1809 г. по май 1812 г. проживал и работал в Хорватии. Я. Чаплович от 1813 г. был юридическим советником графа Шенборна в Вене, впоследствии управляющим его имений на Закарпатье..
Интересовался украинской и русинской этнографией. В 1825 г. издал монографию «Etnographia Ruthenorum» («Этнография русинов») на 250 стр. с подробным описанием быта, еды, одежды, сельского хозяйства, промыслов, ремесел, торговли, морали, календарных и семейно-бытовых обрядов. Труд Я. Чапловича написан на основе монографии филолога и этнографа Ивана Фогорашия-Федоровича (1786—1834) «Историко-топографическое карпато — или угро-россиян описание» (судьба рукописи неизвестна)..
В 1829 г. издал карту «Ethnographische Karte des Konigreichs Ungern sammt Croatien, Slavonien, der ungrischen Militargrenze und der Seekuste / Nach Lipszky» («Этнографическая карта Королевства Венгрии вместе с Хорватией, Славонией, венгерским военным кордоном и Приморьем»...

## Избранные работы
- Nucleus plani tabularis sive synopticus decisionum curialium extractus. Pressburg, 1811. (Neue Auflage ebenda 1817).
- Problemata juridical. Pressburg, 1814.
- Guter Rath an Alle, die von rheumatischen Leiden befreit zu werden wünschen. Wien, 1815.
- Das Bartfelder Bad. Wien, 1817.
- Slavonien und zum Theil Croatien. Ein Beitrag zur Völker — und Länderkunde. Theils aus eigener Ansicht und Erfahrung (1809—1812), theils auch aus späteren zuverlässigen Mittheilungen der Insassen. Zwei Bände, Hartleben’s Verlag, Pesth, 1819.
- Schematismus ecclesiarum et scholarum Evangelicarum Aug. Conf. in Regno Hungariae. Pro anno 1820. Wien, 1820.
- Topographisch-statistisches Archiv des Königreichs Ungarn, (und Herausgeber Redakteur), Zwei Bände, Anton Doll Verlag, Wien, 1821.
- Schematismus ecclesiarum et scholarum Evangelicarum Aug. Conf. in Districtu Cis-Danubiano. Adjectis ethno — et topograficis notitiis. Pro anno 1822. Pesth, 1822.
- Croaten und Wenden in Ungarn. Ethnographisch geschildert, Ludwig Weber, Pressburg 1829.
- Gemälde von Ungern. Mit einer ethnographischen Karte. Zwei Bände, Verlag von C. A. Hartleben, Pesth, 1829.